# Ruth Aarons

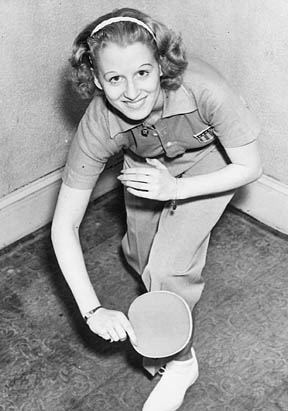
Ruth Aarons (1936).

Ruth Hughes Aarons (Stamford, Connecticut, 11 juni 1918 - Los Angeles, Californië, 6 juni 1980) was een tafeltennisspeelster uit de Verenigde Staten. Zij werd in 1936 als enige Noord-Amerikaan ooit wereldkampioen in het enkelspel. Een jaar later won ze de titel nogmaals, hoewel ze haar tweede kampioenschap pas 64 jaar na dato officieel kreeg (postuum) en die moest delen met medefinaliste Gertrude Pritzi. Hun eindstrijd werd oorspronkelijk gestaakt vanwege een overschrijding van de dat jaar ingestelde tijdregels en nooit uitgespeeld.
Aarons was een dochter van theatereigenaar en Broadway-producent Alfred Aarons en operazangeres Leila Hughes.
Ze nam tweemaal deel aan het WK en haalde in totaal drie wereldtitels. Behalve twee keer goud in het enkelspel, won ze nog een gouden medaille door in 1937 te Baden met de Amerikaanse nationale ploeg het landentoernooi te winnen. In de finale versloegen de Amerikaansen Duitsland. Voor de Duitse speelster Astrid Krebsbach was dat na de eindstrijd van het enkelspel in Praag 1936 de tweede keer dat Aarons haar tot het zilver veroordeelde.